# خانه صدیقه بیگم معزی
خانه صدیقه بیگم معزی مربوط به دوره قاجار است و در شیراز، گذر سنگ سیاه، روبه روی پارک محله‌ای، پ ۲۴ واقع شده و این اثر در تاریخ ۱۰ خرداد ۱۳۸۲ با شمارهٔ ثبت ۸۷۲۴ به‌عنوان یکی از آثار ملی ایران به ثبت رسیده است.